# Наджафов, Юнис Иса оглы
Юнис Иса оглы Наджафов (азерб. Yunis İsa oğlu Nəcəfov; 31 августа 1967 — 24 августа 1992) — военнослужащий Вооружённых сил Республики Азербайджан, Национальный Герой Азербайджана (1992).

## Биография
Родился Юнис Наджафов 31 августа 1967 года в селе Кельбаджар, Кельбаджарского района, Азербайджанской ССР. Семья Юниса переехала в село Алабашлы Ханларского района, где в 1975 году пошёл в школу. В 1985 году Юнис завершил обучение в средней школе уже в селе Гаргуджаг Горанбойского района.
С детства Юниса привлекало военное дело. После окончания школы он сумел поступить на обучение в Бакинскую высшую военную школу командиров. По окончании второго курса данного училища, продолжил своё обучение в Челябинском танковом училище. В 1989 году, закончив училище, получил воинское звание лейтенант. Был направлен служить в одной из воинских частей Советской Армии. Январские события 1990 года в Баку потрясли молодого офицера. За свои общественно-политические выступления в адрес советского руководства Наджафов отстранен от воинской службы. Возвратившись в Баку, трудоустроился в Баладжарское железнодорожное управление. Стал работать инженером. Юнис увлекался спортом, был кандидатом в мастера спорта по самбо.
В 1991 году принял добровольное решение уйти на фронт и служить Отечеству. Был направлен на службу командиром отделения 701-й войсковой части.
Принимал активное участие в боях за сёла Керкиджахан, Малыбейли, а также участвовал в обороне города Шуша. Позже был направлен в Баку для подготовки резервных бойцов армии. Когда Шуша и Лачин оказались под угрозой оккупации, Наджафов вернулся к месту военных действий. Родной Кельбаджарский район также оказался в те дни в затруднительной ситуации. Вместе с братом Али Юнис поспешил на помощь землякам. Оба брата геройски сражались в обороне Геранбоя, Чайкенда, принимали участие в военных операциях по обезоруживанию бандитских отрядов на территории Агдаринского района.
24 августа 1992 года, во время кровопролитных боёв за село Ванк, старший лейтенант Юнис Наджафов погиб при исполнении воинского долга.
Женат не был.

## Память
Указом Президента Азербайджанской Республики № 350 от 7 декабря 1992 года Юнису Иса оглы Наджафову было присвоено звание Национального Героя Азербайджана (посмертно).
Похоронен в селе Гаргукаг Геранбойского района.
Бюст Национальному Герою Азербайджана Юнису Наджафову был установлен в Геранбойском районе и посёлке Баладжары.